# Betafördelning

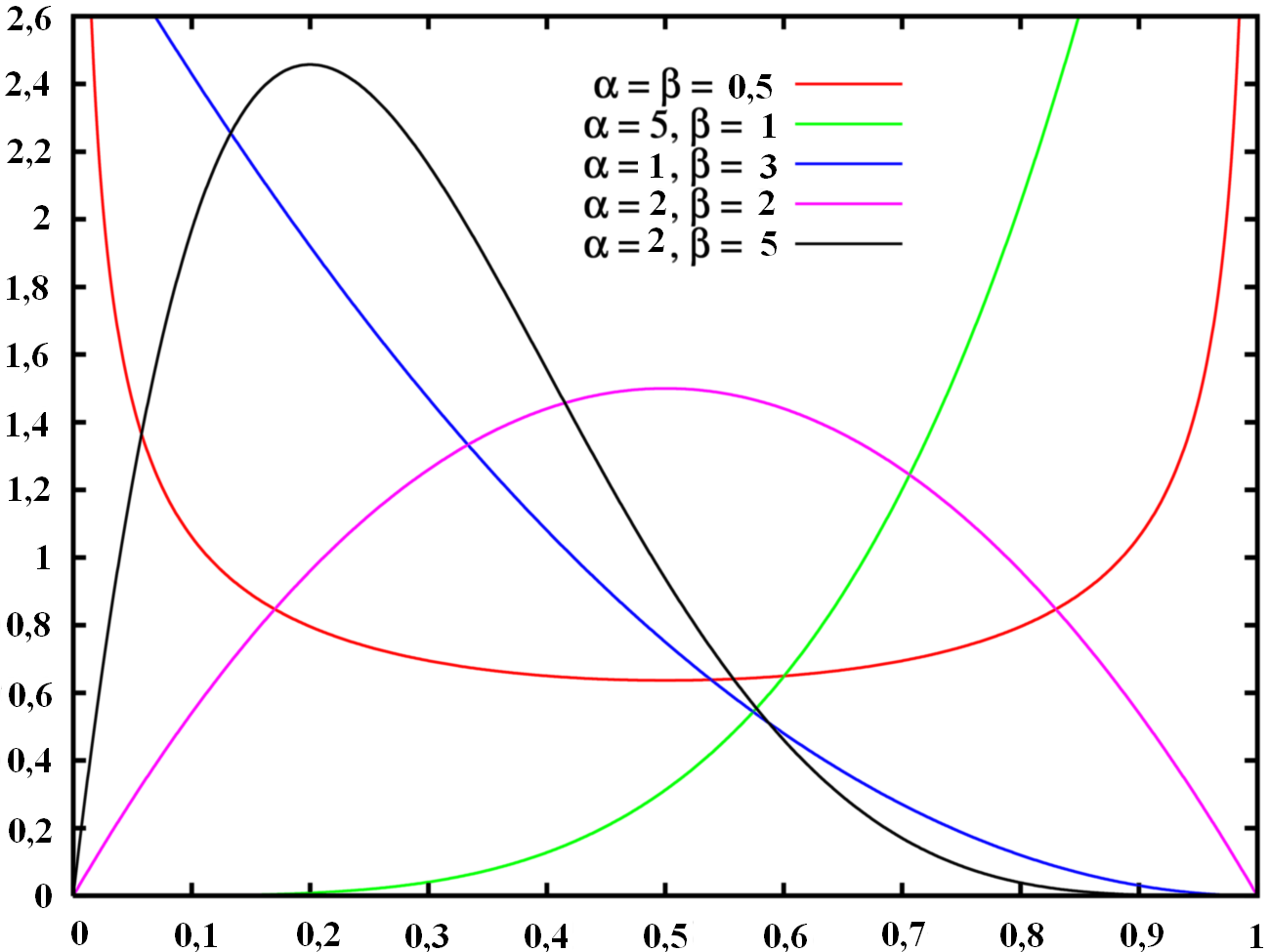
Täthetsfunktionen för olika betafördelningar.

Betafördelning, inom matematisk statistik en kontinuerlig sannolikhetsfördelning med täthetsfunktionen
{\displaystyle f(x)={\Gamma (\alpha +\beta ) \over {\Gamma (\alpha )\Gamma (\beta )}}x^{\alpha -1}(1-x)^{\beta -1};\quad 0<x<1,}
där α och β är parametrar i fördelningen. Väntevärdet E(X) och variansen V(X) ges av:
{\displaystyle E(X)={\alpha  \over {\alpha +\beta }},}
{\displaystyle V(X)={{\alpha \beta } \over {(\alpha +\beta )^{2}(\alpha +\beta +1)}}.}